# San Jose Sharks
A San Jose Sharks egy amerikai jégkorongcsapat. Tagja az NHL-nek, jelenleg a Nyugati főcsoport Csendes-óceáni divíziójában szerepel. A csapat eddigi története során hatszor volt divízió győztes.

## Csapatkapitányok
- Douglas Wilson 1991–1993
- Bob Errey 1993–1995
- Jeff Odgers 1995–1996
- Todd Gill 1996–1998
- Owen Nolan 1998–2003
- 2003 és 2004 között rotációs rendszerben: 
  - Mike Ricci
  - Vincent Damphousse
  - Alyn McCauley
- Patrick Marleau 2004–2009
- Rob Blake 2009–2010
- Joe Thorton 2010–2014
- Joe Pavelski 2015–2019
- Logan Couture 2019–

## NHL díjak és trófeák
Elnöki trófea
- 2009

Art Ross-trófea
- Joe Thornton: 2006

Bill Masterton-emlékkupa
- Tony Granato: 1997

Calder-emlékkupa
- Jevgenyij Nabokov: 2001

Hart-emlékkupa
- Joe Thornton: 2006

Maurice 'Rocket' Richard-trófea
- Jonathan Cheechoo: 2006

All-Star Gálán vezetőedző
- Todd McLellan: 2009

## Klubrekordok
Pályafutási rekordok (csak a Sharksszal)
- Legtöbb szezon a csapatnál:
- Legtöbb mérkőzés: 1035, Patrick Marleau
- Legtöbb gól: 357, Patrick Marleau
- Legtöbb gól (hátvéd): 46, Sandis Ozoliņš
- Legtöbb emberelőnyben lőtt gól: 75, Owen Nolan
- Legtöbb emberhátrányban lőtt gól: 14, Owen Nolan és Marco Sturm
- Legtöbb gólpassz: 410, Joe Thornton
- Legtöbb pont: 766, Patrick Marleau
- Legtöbb pont (hátvéd): 165, Dan Boyle
- Legtöbb kiállitásperc: 1001, Jeff Odgers
- Legtöbb zsinorban játszott mérkőzés: 248, Joe Thornton

Szezonrekordok
- Legtöbb gól: 56, Jonathan Cheechoo (2005–2006)
- Legtöbb gólpassz: 92, Joe Thornton (2006–2007)
- Legtöbb pont: 114, Joe Thornton (2006–2007)
- Legtöbb pont (hátvéd): 64, Sandis Ozoliņš (1993–1994)
- Legtöbb pont (újonc): 59, Pat Falloon (1991–1992)
- Legtöbb kiállitásperc: 326, Link Gaetz (1991–1992)

Kapusrekordok - pályafutás
- Legtöbb mérkőzés: 430, Jevgenyij Viktorovics Nabokov
- Legtöbb shutout: 40, J. V. Nabokov
- Legtöbb győzelem: 208, J. V. Nabokov

Kapusrekordok - szezon
- Legtöbb mérkőzés: 77, J. V. Nabokov (2007–2008)
- Legtöbb shutout: 9, J. V. Nabokov (2003–2004)
- Legtöbb győzelem: 46, J. V. Nabokov (2007–2008)

## Visszavonultatott mezszám
- 12 Patrick Marleau (2023. február 25.)[1]
- 19 Joe Thornton (2024. november 23.)[2]

## Külső hivatkozások
- A San Jose Sharks hivatalos weboldala
- A National Hockey League hivatalos weboldala